# Peltogaster lineatus
Peltogaster lineatus is een krabbezakjessoort uit de familie van de Peltogastridae. De wetenschappelijke naam van de soort is voor het eerst geldig gepubliceerd in 1943 door Sueo M. Shiino.